# Luigi Taveri
Luigi Taveri (né le 19 septembre 1929 à Horgen au bord du lac de Zurich et mort le 1er mars 2018), est un pilote suisse de vitesse moto. 
Luigi Taveri avait des racines italiennes. Son père Giovanni Taveri avait émigré en Suisse de Rovato (Lombardie) à l'âge de 17 ans. 
Il a remporté par 3 fois (les années paires) le championnat du monde de vitesse moto 125 cm3 sur trois Honda différentes, en 1962 (Honda RC145 bicylindre), en 1964 (Honda 2RC146 4 cylindres) et en 1966 (Honda RC149 5 cylindres).
Le 18 août 2022, Taveri est intronisé MotoGP Legends le temple de la renommée des Grands Prix moto en présence de sa famille au Red Bull Ring, lors du Grand Prix d'Autriche pour honorer l'ensemble de sa carrière.

## Carrière en course
Sa première course fut le GP de Suisse 1947 - qui à l'époque ne comptait pas pour le championnat du monde - sur le circuit de Bremgarten où il était le passager du side-car de son frère Hans.
Toujours dans ce rôle, il fait également ses débuts en Championnats du monde de vitesse moto - qui débutent cette année là sous l'égide de la FIM - au GP de Suisse de 1949, terminant à la huitième place sur leur side-car Norton, catégorie limitée alors à 600 cm3. 
En 1951, il commence à courir à moto, obtenant en 1952 le titre de champion suisse junior de la catégorie 350 avec une Velocette.
En 1953, Taveri a fait ses deuxièmes débuts dans le « Continental Circus », en courant en 350 cm3 aux guidons d'AJS et de Norton et en remportant le titre suisse en 350.

### Arrivée en Grand Prix
Luigi Taveri participe à son premier championnat du monde en solo lors de la saison 1954, courant en catégorie 500 cm3 avec une Norton (4e au Grand Prix de France) et en 250 cm3 avec une Moto Guzzi (4e en Suisse). Il arbore désormais un casque aux couleurs de sa patrie, rouge à croix blanche, décoration qu'il conservera toute sa carrière.
La saison est agitée pour Taveri, qui est contraint de s'inscrire dans les classes 250 (avec la Moto Guzzi), 350 (avec Norton), 500 (d'abord Norton puis MV Agusta) et side-car (en tant que passager dans le side-car Norton de Hans Haldemann). Il assure également 3 titres de champion de Suisse (250, 500 et side-car). 

### Pilote MV Agusta
1955 - Luigi Taveri, la nouvelle recrue de MV signe sa première victoire en 125 cm3 au Grand Prix d'Espagne première course de la saison 1955. Il enchaîne avec trois 2e places en France, au Tourist Trophy de l'île de Man et en Allemagne ce qui lui donne le titre de vice-champion de la catégorie derrière son coéquipier Carlo Ubbiali. Avec Remo Venturi (it), ce sont 3 motos MV Agusta 125 SOHC (en) qui sont sur le podium final.

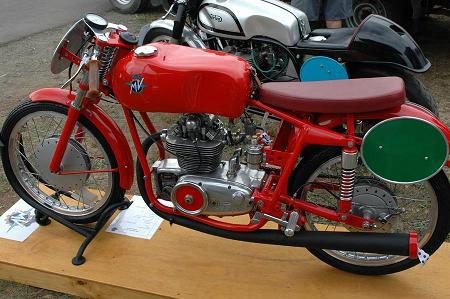
MV Agusta 125cc Sohc "Monoalbero"

Il obtient une autre victoire cette saison en catégorie 250 cm3 au Grand Prix des Pays-Bas sur le nouveau circuit d'Assen, ainsi qu'une 4e place en Allemagne et donc la 4e position au championnat.
En 1956, toujours pour MV en 125 cm3, il marque des points aux Pays-Bas (2e), en Allemagne et en Italie (4e) et monte sur la dernière marche du podium final, loin derrière son coéquipier Ubbiali qui aligne 5 victoires. 
Taveri fait mieux en 250 cm3 avec 3 secondes places (Pays-Bas, Belgique, Allemagne), une victoire en Ulster et une 4e place en Italie. Il est donc vice-champion de la catégorie derrière Ubbiali qui remporte de nouveau 5 victoires.
En 1957, les deux coéquipiers sont dominés par Tarquinio Provini et sa 125 cm3 FB Mondial qui remporte le titre, mais Ubbiali (2 victoires) et Taveri sont aussi sur le podium. Luigi Taveri est 5e en Allemagne, 3e au Tourist Trophy de l'île de Man, au Dutch TT et en Italie, second en Belgique et victorieux en Ulster. Aux Pays-Bas, Carlo Ubbiali victime d'un serrage est sévèrement brûlé et perd ainsi toutes ses chances au championnat. Il est remplacé par Fortunato Libanori (it) jusqu'au GP d'Italie.
En catégorie 250 cm3, les FB Mondial sont imbattables et prennent les trois places sur le podium final. Taveri et sa MV n'assurent qu'un 5e place en Allemagne et une 2e au Tourist Trophy.

### Pilote Ducati
Pour 1958,  le retrait des dernières grandes usines italiennes, provoque une perte d'intérêt et de crédibilité pour les épreuves du Championnat du Monde. Dans les grosses cylindrées seules des machines privées donnent la réplique aux MV Agusta, et comme pour retirer encore de l'attrait au spectacle, la FIM interdit désormais les carénages intégraux, faisant en plus chuter la vitesse des motos. 

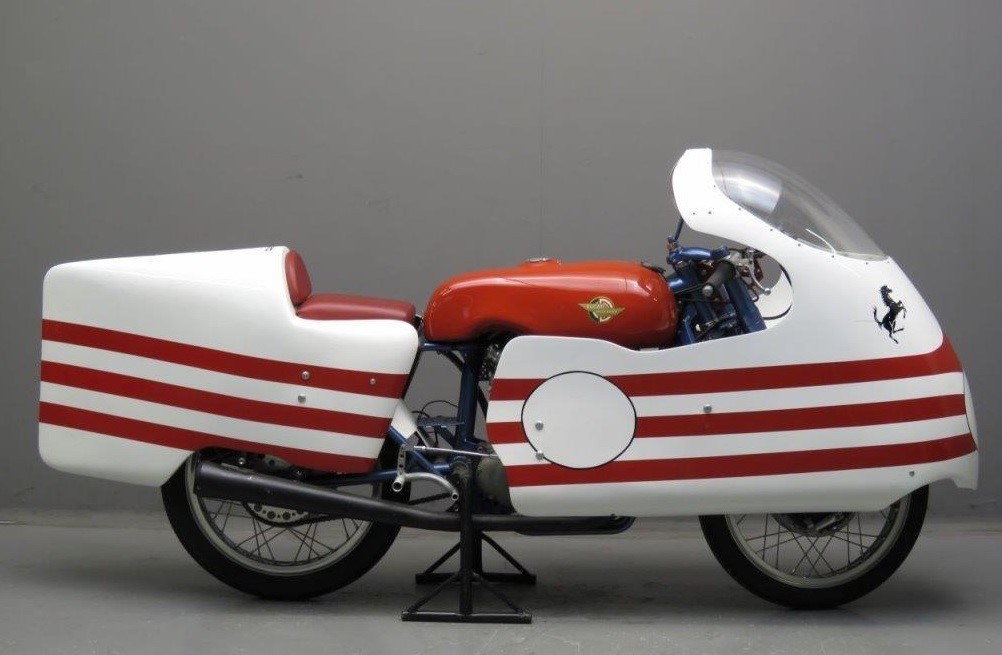
À partir de 1958 les carénages intégraux sont prohibés (Ducati 125 Trialbero).

Dans les petites catégories Ducati et MV ne sont plus opposés qu'aux seules CZ et MZ des pays de l'Est et leurs pilotes trustent victoires et podiums. Taveri perd son statut de pilote d'usine MV Agusta et le devient pour Ducati en 125 cm3 pour les saisons 1958-1959 où il court aussi occasionnellement sur une Norton en 350 cm3 (6e au Pays-Bas en 1958) ou une MZ en 250 cm3 (5e en Italie en 1959). 
En 125 cm3 trois secondes places (Pays-Bas, Suède et Ulster), une 5e en Italie et une 6e Belgique lui valent la dernière place du podium final de la catégorie en 1958.
En 1959, outre son résultat en 250, il assure 3 podiums dans la catégorie 125 cm3, au TT sur une MZ (2e) où  il mène les trois quarts de la course avant d'avoir un malaise qui l'oblige à laisser passer Tarquinio Provini, puis 2 fois 3e en Belgique et en Italie sur une Ducati. Taveri termine la saison au pied du podium.  
Cette année-là, la presse spécialisée relève un fait "exotique" sans en mesurer vraiment la portée. C'est l'arrivée d'un team japonais au TT. En effet, la firme Honda a envoyé quatre 125 vertical-twin double arbre avec 4 pilotes japonais, team qui va commencer un "apprentissage" dont saura profiter Luigi Taveri ultérieurement. 
Pour 1960, Luigi Taveri retrouve des MV Agusta en 125 et 250 cm3. Après une 3e place au TT et une 5e en Ulster, il est loin de son coéquipier Carlo Ubbiali titré en 125 cm3. C'est mieux en 250 car Taveri monte par deux fois sur la 3e marche d'un podium aux Pays-Bas et en Belgique, puis réalise une 5e place en Allemagne et une 6e en Ulster. Il est donc troisième au classement final en 250 cm3. Ubbiali annonce son retrait des GP après avoir remporté 6 titres en 125 cm3 et 3 en 250 cm3 pour remplacer son frère Maurizio dans le commerce de motos familial. En réalité la vraie raison est l'annonce par l'usine MV de la réduction du programme des années suivantes et l'abandon des petites catégories.
Heureusement, après Honda, deux nouveaux noms japonais font leur apparition en 1961 dans le monde des Grand Prix: Suzuki et Yamaha.

### Pilote Honda
1961 - Au Grand Prix d'Allemagne 2e de la saison, devant la menace MZ, Honda recrute Luigi Taveri (sans guidon d'usine depuis le retrait de MV des petites cylindrées) pour seconder les Britanniques Mike Hailwood, Jim Redman et l'Australien Tom Phillis et une armada de pilotes japonais. En 125 Taveri et ses collègues pilotent des Honda 2RC143 bicylindres et en 250 cm3 des 4 cylindres Honda RC162 à moteurs 4 temps. C'est le début d'une collaboration avec Honda qui durera jusqu'en 1966.
Le suisse remporte les courses en Belgique et en Suède, termine second au TT, 3e en Italie, 5e en Allemagne et en France, 6e sur son circuit favori en Ulster. Mais c'est Phillis qui gagne le premier titre mondial pilote et constructeur de Honda dans la catégorie 125 cm3.
Dans la catégorie supérieure Mike Hailwood écrase la concurrence avec 4 victoires et 4 podiums. Taveri n'assure qu'une seconde place en Suède pour cette difficile saison 1961 et n'est que 10e au championnat 250 cm3.

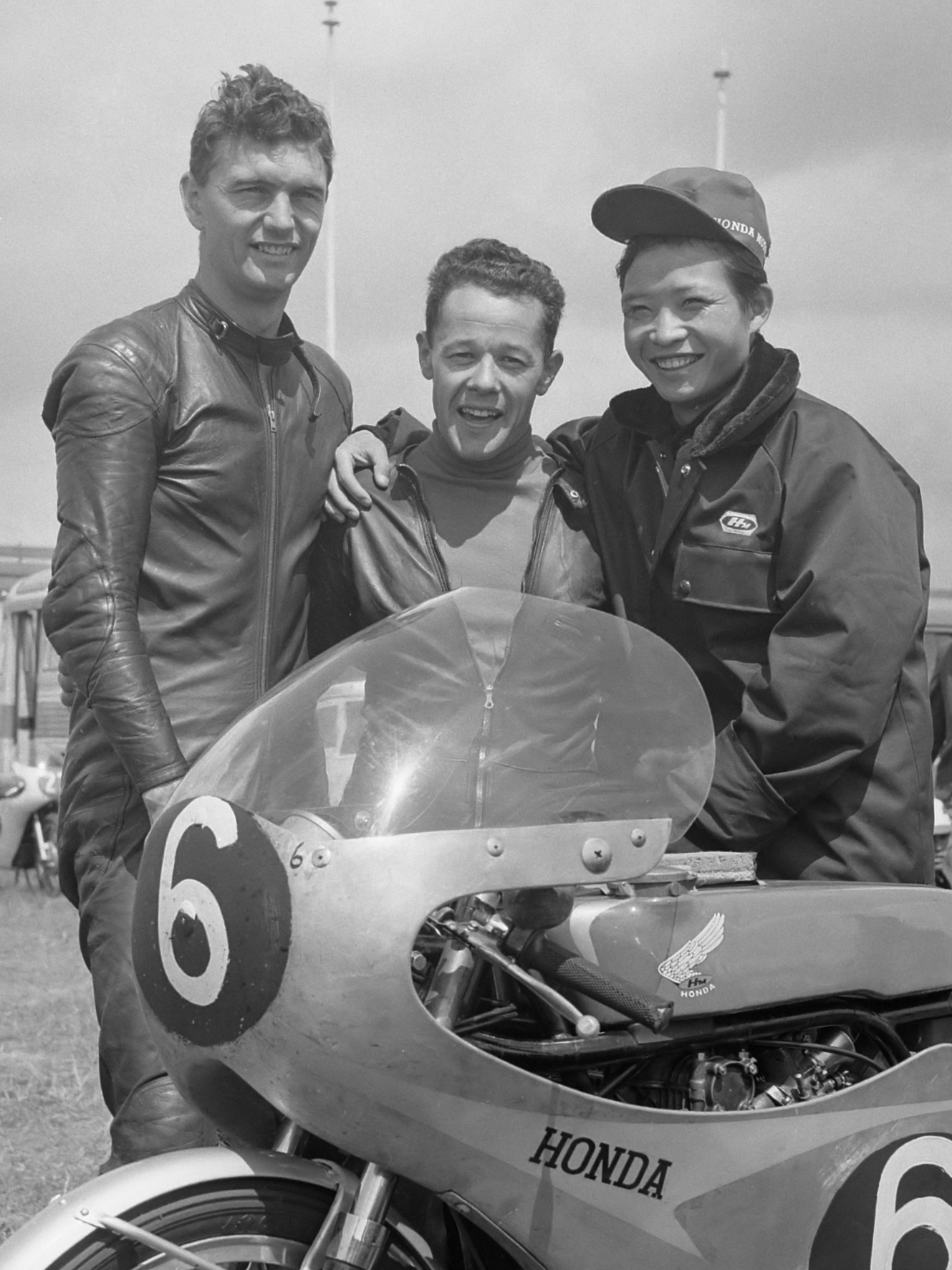
Luigi Taveri entre Jim Redman (à gauche) et Kunimitsu Takahashi au Grand Prix des Pays-Bas sur le circuit d'Assen en 1963.

En 1962, le natif de Horgen remporte sa première couronne mondiale en 125 cm3 avec la Honda RC145, ne laissant que 3 victoires à ses coéquipiers de chez Honda et une seule à la concurrence, la Suzuki pilotée par Hugh Anderson sur le circuit de Buenos Aires où l'usine Honda ne s'est d'ailleurs pas déplacée. Il commence cette saison par une 3e place en Espagne, une 4e en France, puis il enchaîne 6 victoires consécutives (TT, Pays-Bas, Belgique, RFA, Ulster et RDA), suivi par deux secondes places en Italie et en Finlande. Taveri succède ainsi à son coéquipier et champion du monde l'année précédente, Tom Phillis, qui a chuté mortellement au Tourist Trophy.
En 250 cm3, Taveri ne se place que deux fois 4e en Belgique et en Ulster pour tout résultats. Il sera à égalité de points au classement général 8ème avec le pilote Aermacchi Alberto Pagani 9ème et Dan Shorey pilote Bultaco 10ème. 
À compter de cette année-là, Taveri s'aligne aussi en 50 cm3 sur la Honda RC112 un bicylindre en ligne à 2 soupapes par cylindre de 2,9 cm de diamètre. C'est la première année que cette catégorie apparait aux Championnats du monde de vitesse moto dont elle fera partie pendant 21 ans. Taveri avec cette machine lutte efficacement contre les Suzuki et les Kreidler et termine 3e  de ce premier championnat 50 cm3 (1 victoire en Finlande, une 2e place au TT, trois 3e positions en Espagne, France et Belgique, deux 4e places en RFA et RDA, une 6e en Italie).
L'année 1963 voit l'arrivée d'un nouveau Grand Prix, celui du Japon courut à Suzuka, le circuit appartenant à Honda. Pour l'occasion, la marque aligne de nouveau des 50 cm3 et Taveri y remporte son unique course de la saison, mais c'est Hugh Anderson qui ajoute le titre des 50 cm3 à celui des 125 cm3. Dans cette catégorie Taveri termine donc vice-champion avec 2 victoires en Espagne et en Italie, second en Finlande, il ne peut faire mieux que 3e ou 4e sur les 7 autres circuits.
Le Suisse s'aligne également en 250 cm3 catégorie dont il termine à la 5e place (3e en Italie, 4e en Belgique et 5e en Espagne, RDA et Japon). 
Pour la première et dernière fois, il pilote la 350 cm3 Honda RC171 (339,43 cm3) comme Jim Redman de nouveau titré dans la catégorie en fin de saison. Taveri qui a assuré une belle 2e place en RDA, deux podiums (Pays-Bas et Ulster) et une 5e place en Finlande, termine 3e de la catégorie derrière Hailwood sur la MV Agusta.

Avec cette participation en 350 Luigi Taveri aura roulé à cette date en 50 cm3, 125 cm3, 250 cm3, 350 cm3, 500 cm3 et side-cars. Petit par la taille, mais grand par le talent, il est (et restera) le seul pilote de l'histoire à marquer des points en Grand Prix dans ces six catégories (1 point comme passager de son compatriote Hans Haldemann en side-car en 1954).  

Quelques-unes des Honda pilotées par Luigi Taveri.
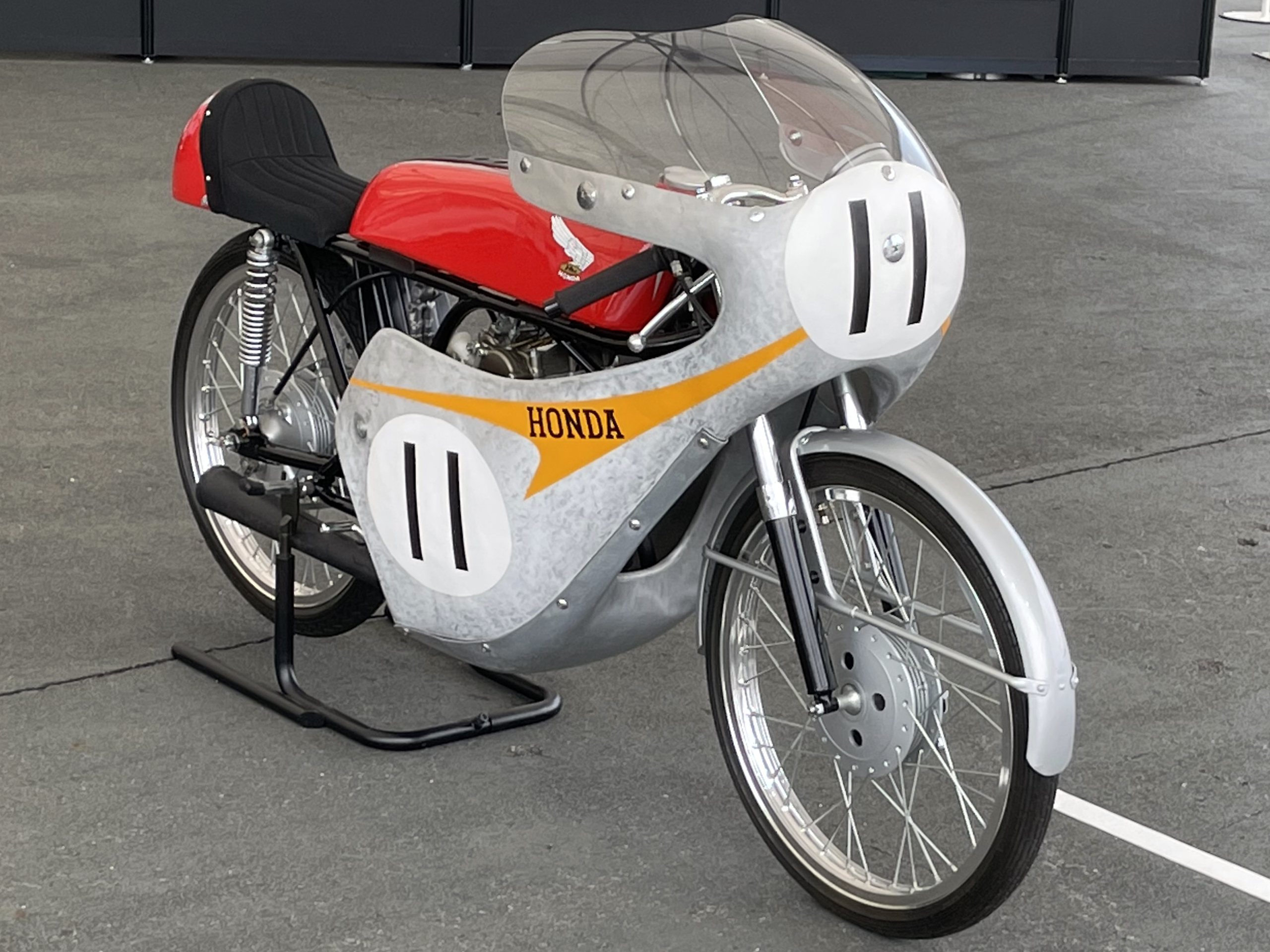
50 Honda RC112, bicylindre, 15 ch à 20 000 tr/min, 2 ACT et 4x2 soupapes, 52 kg, 175 km/h, boîte 10 rapports.
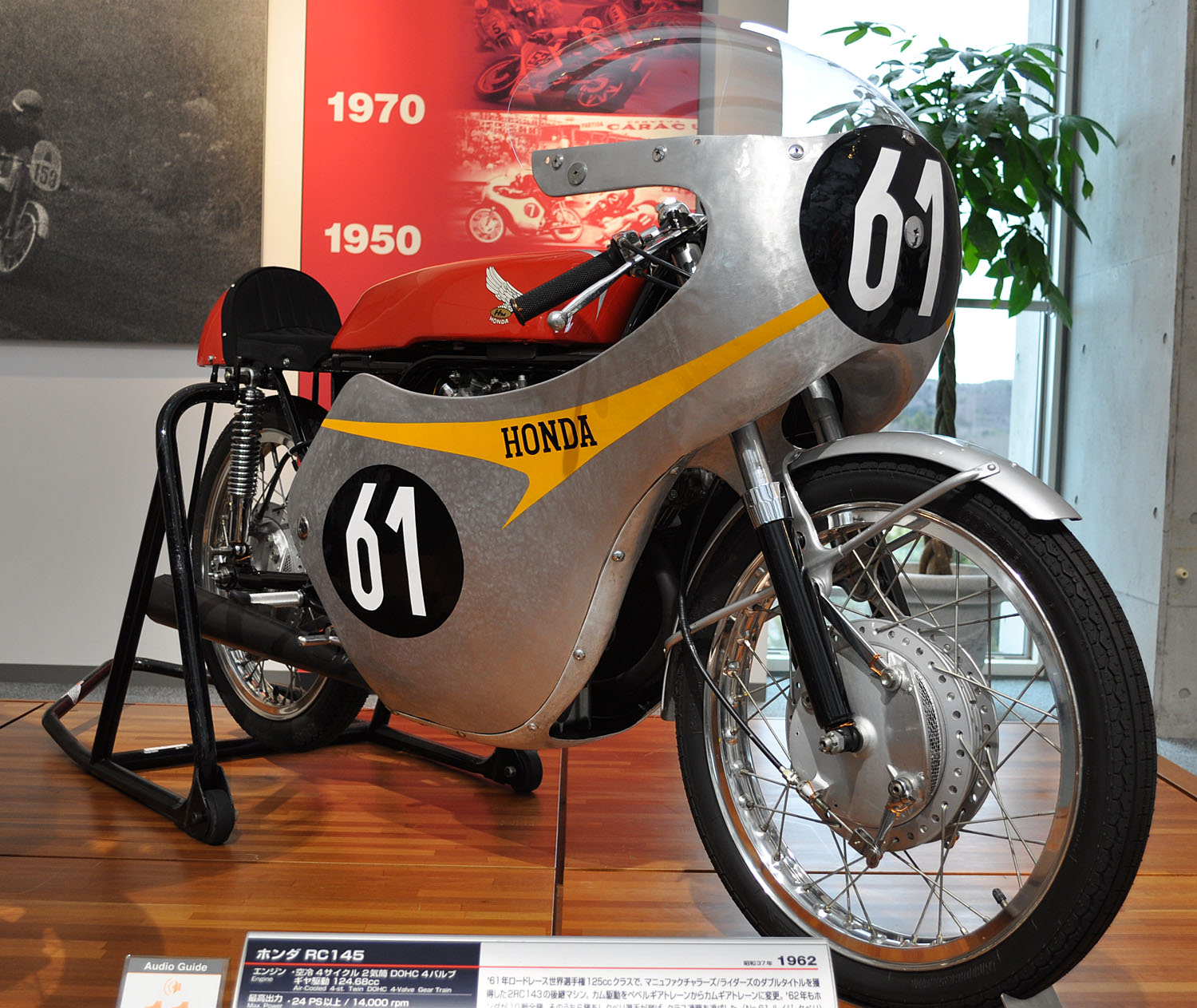
125 Honda RC 145, bicylindre 4 temps refroidi par air, 24 ch à 13 500 tr/min, 2 ACT,  4x2 soupapes, boîte 6 rapports,180 km/h
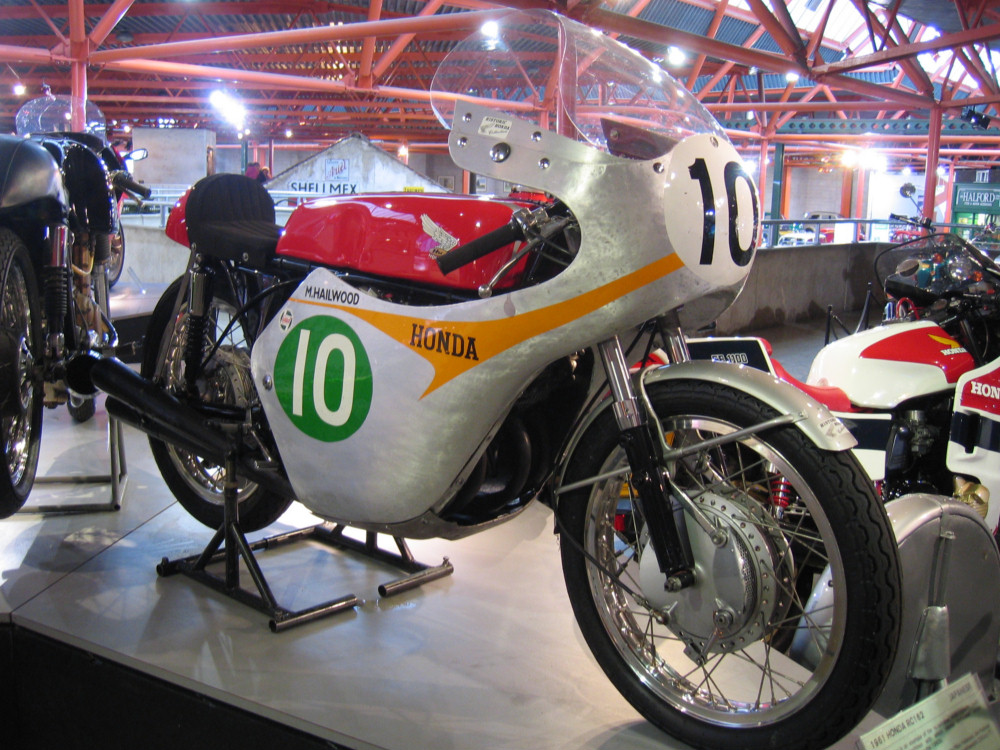
250 Honda 2RC162, 4 cylindres face à la route, 46 ch à 14 000 tr/min, 2 ACT entraînés par arbre et 4x4 soupapes, boîte 6 rapports, 130 kg, 217 km/h.
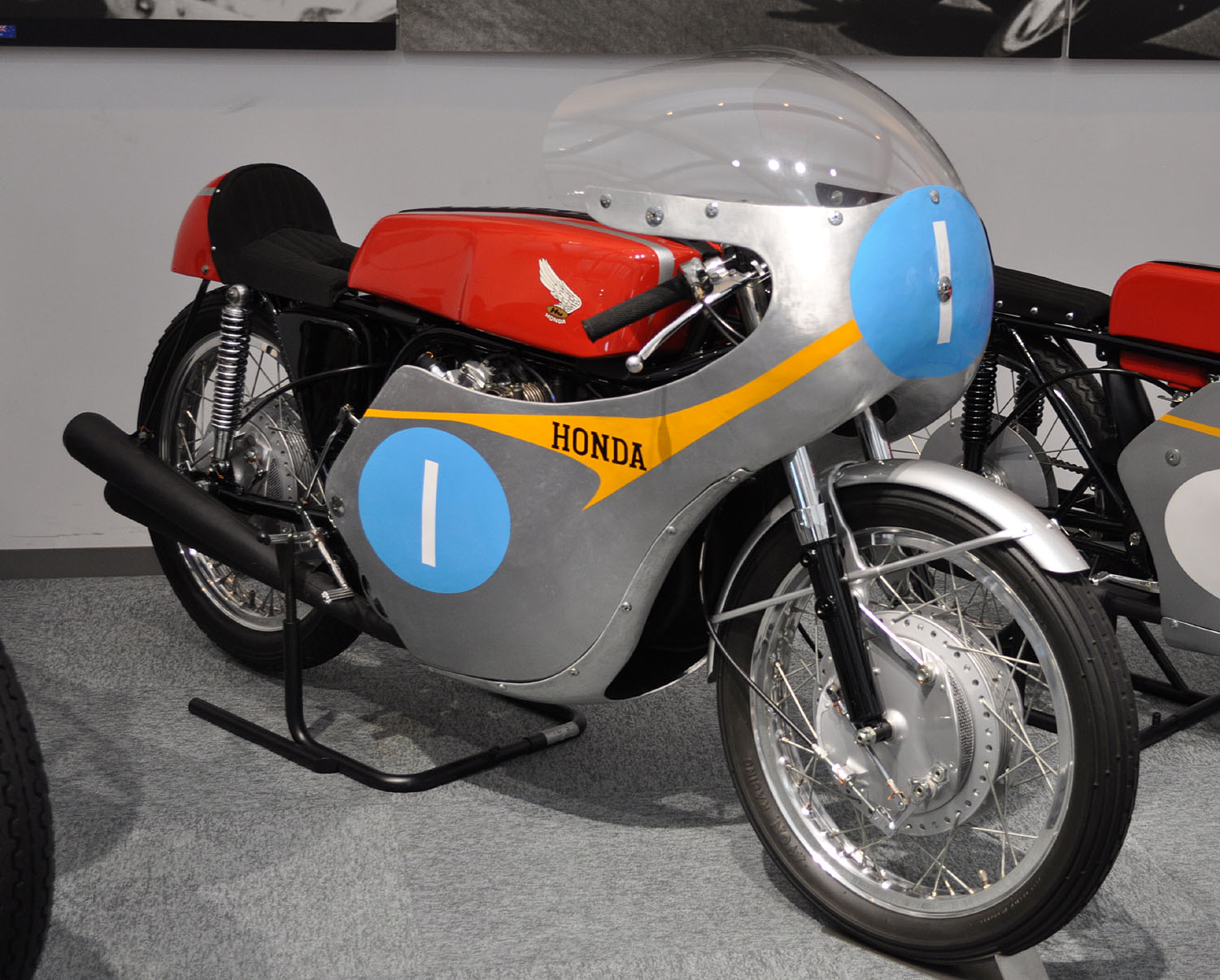
350 Honda RC171, 4 cylindres, 4x4 soupapes, 350 cm3, 54 ch à 12500 tr/min, boîte 6 rapports, 225 km/h.
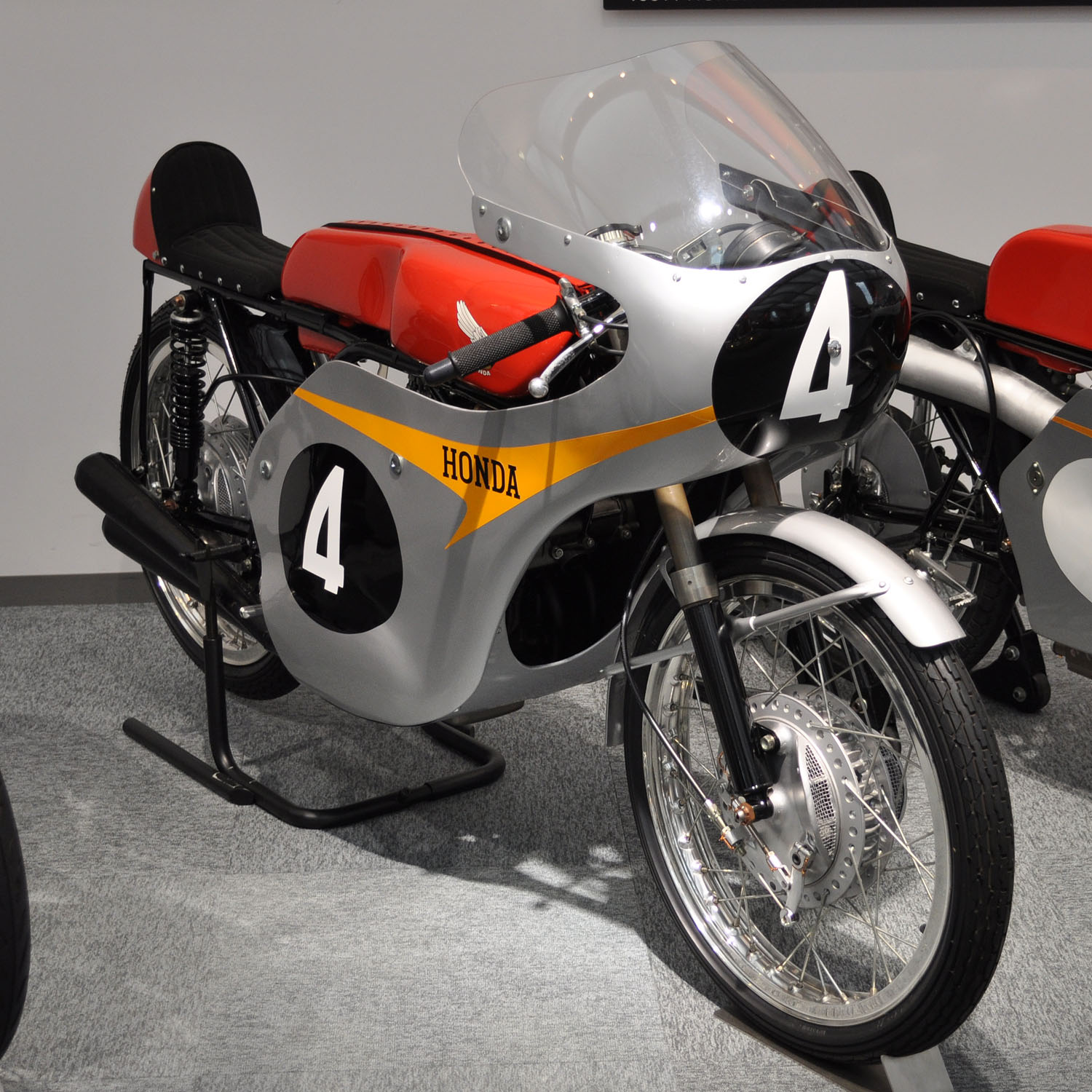
125 Honda 2RC146, 4 cylindres en ligne 4 t, 24 ch à 15 000 tr/min - 2 ACT, 4x4 soupapes, boîte 8 rapports, 88 kg, 200 km/h.
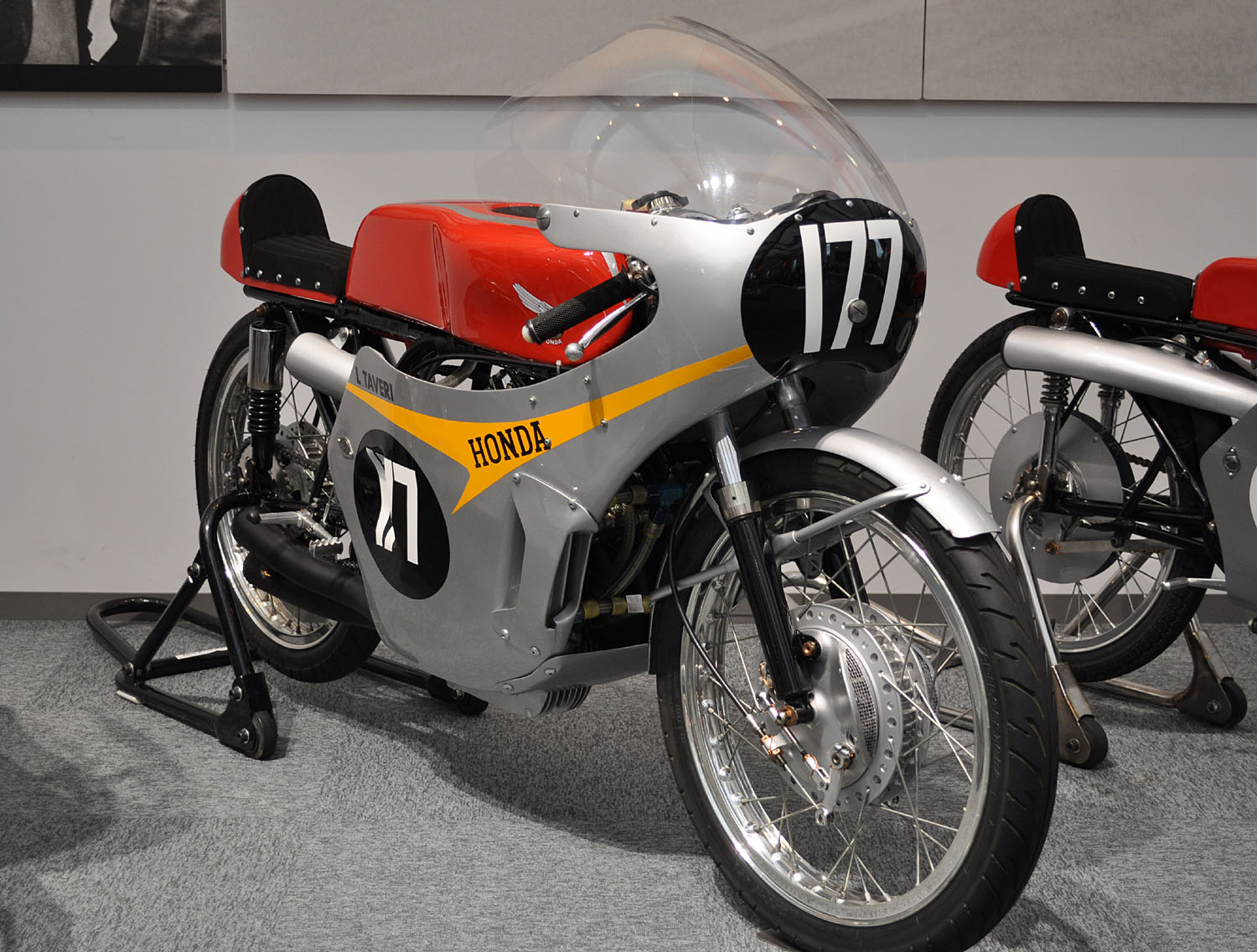
125 Honda RC149, moteur 4 temps 5 cylindres en ligne, 34 ch à 20 500 tr/min, 2 ACT,  5x4 soupapes - 5 carburateurs, boîte 9 rapports, 85 kg, 210 km/h.

Pour 1964, il axe sa saison sur les 125, même s'il participe à quelques courses en 50 (2e en Espagne, 4e en Finlande) et en 250 (2e Allemagne et Italie, 3e au Japon et 5e en France). 
Il mène une éblouissante saison dans sa catégorie favorite avec 5 victoires (Espagne, France, TT, Finlande et Italie) et quatre secondes places (RFA, RDA, Ulster et Japon). Luigi Taveri offre sa première victoire en Espagne à la 125 Honda 4 cylindres 2RC146, bien qu'il soit engagé à titre privé car il participe déjà en 50 cm3.  Il retrouve donc son titre de 1962 avec 64 points, largement devant Redman sur la même machine (37) et Anderson sur la Suzuki RT 64 à refroidissement liquide (34).
L'année 1965 s'avère plus difficile face aux nouvelles Suzuki 50 cm3 twin et 125 cm3 4 cylindres toute deux à refroidissement liquide, respectivement aux mains de l'Allemand Ernst Degner (1 titre) et du Néo-Zélandais Hugh Anderson (3 titres). En 50 cm3 les Honda de Taveri et de Ralph Bryans réussissent à contenir et même à battre les nouvelles Suzuki. Finalement les Hondistes l'emporteront 5 victoires à 3, Bryans étant 3 fois vainqueur (RFA, France, Pays-Bas) est champion et Taveri 2 fois au TT et au Japon vice-champion. Les Honda ont totalisé 11 podiums contre 10 aux Suzuki. Bryans remporte son seul titre - le premier pour un pilote Nord-Irlandais - et pour la Honda RC115 c'est également le premier titre d'un 50 cm3 à moteur 4 temps de l'histoire des Grands Prix.
En 125 cm3, c'est la déroute pour les Honda face à la Suzuki 125 RT 65 d'Anderson qui remporte 7 courses, le Suisse n'assurant que deux 2e places au TT et au Japon. Au championnat il y a 3 Suzuki et une MZ devant la Honda.
1966 - Devant l'humiliante saison 1965 en 125 cm3, face aux Suzuki et Yamaha, l'ingénieur Irimajiri, père des 50 bicylindre et des 6 cylindres de la marque, conçoit pour 1967 une véritable pièce d'orfèvrerie au moteur 5 cylindres 4 temps entièrement en magnésium. La Honda RC149 est une merveille dont les pistons n'ont que 35 mm de diamètre (4 soupapes par cylindre, soit 20 soupapes) et qui rugit jusqu'à 23 000 tr/min, mais cale en dessous de 17 000 ce qui oblige le pilote à jongler sans cesse avec la boîte à 9 rapports. Difficile à piloter le "Honda 5" s'avère cependant imbattable aux mains du talentueux Luigi Taveri ce qui va contraindre Yamaha, Suzuki et Kawasaki à s'engager dès 1967 avec des 2 temps 4 cylindres. Le Suisse remporte 4 victoires (Belgique, RDA, Yougoslavie et Ulster) et 3 secondes places (Pays-Bas, France, Finlande) ce qui lui permet de remporter son 3e titre mondial devant Bill Ivy (4 victoires et 3 troisièmes places) sur sa Yamaha.
En 50 cm3, Luigi Taveri l'emporte aisément en Espagne et au « Dutch TT » il gagne encore devant Bryans, probablement sur ordre de l'usine. Mais au TT, ignorant cette fois les ordres de l'usine, Bryans bat son coéquipier. En Italie, battant les deux Honda d'usine, avec de plus Bryans devant Taveri, Hans-Georg Anscheidt se replace à  deux points (nets) de ses rivaux hondistes. Désormais, une victoire au Japon lui offrirai le titre. Mais Honda boycotte cette épreuve en avançant des raisons de sécurité. En fait le circuit de Suzuka lui appartenant, la firme japonaise n'a pas apprécié le transfert de son GP national vers un autre circuit. En l'absence de Honda, la deuxième place derrière Yoshimi Katayama sur Suzuki suffit largement à Hans-Georg Anscheidt avec 31 points pour devenir enfin Champion du Monde de la catégorie. Taveri a néanmoins remporté deux victoires (Espagne et Pays-Bas), une 2e place au TT, une 3e en Italie et une 4e en RFA. Il termine 3e du championnat avec 29 points juste derrière son coéquipier. Battu seulement d'un point, sans l'obstruction de Bryans, il aurait pu remporter les 2 titres de la saison 1966.
En 1967, la firme Honda souhaite s'investir en Formule 1 (avec John Surtees) et annonce qu'elle abandonne les petites cylindrées. Luigi Taveri préfère se retirer des GP. 
Le Suisse sacré en 1962, 1964 et 1966 dans la catégorie 125 cm3 marque de son empreinte l'histoire du motocyclisme. Il a aussi participé à de nombreuses reprises (16 fois) au Tourist Trophy de l'île de Man de 1955 à 1966 avec 3 victoires, 2 en 125 cm3 (1962, 1964) et une en 50 cm3 (1965) et quatre seconde places parmi ses meilleurs résultats,.
Au total, il a participé à 143 courses du championnat du monde, en remportant 30 et en montant sur le podium à 89 reprises.
Entre ses débuts en 1954 et sa retraite au terme de la saison 1966, Luigi Taveri roule en 50 cm3, 125 cm3, 250 cm3, 350 cm3, 500 cm3 et même en side-car en tant que passager. Il signera des victoires dans les trois premières catégories et montera sur le podium en 350 cm3. 
A noter également qu'il est et restera le seul coureur à avoir réussi à obtenir des points dans tous les classements du championnat, aussi bien en compétitions individuelles qu'en duo.
Après avoir pris sa retraite de la compétition, il a continué dans le sport en participant à des courses et à des démonstrations de machines historiques, dont sa préférée la 125 RC149 "Honda 5".
Luigi Taveri est décédé le 1er mars 2018 des complications d'un accident vasculaire cérébral à l'âge de 88 ans.

## Résultats aux Championnats du monde de vitesse moto
| Saison | Catégorie | Équipe     | 1     | 2      | 3      | 4      | 5      | 6     | 7      | 8     | 9      | 10     | 11     | 12     | 13    | Points | Classement | Victoires |
| ------ | --------- | ---------- | ----- | ------ | ------ | ------ | ------ | ----- | ------ | ----- | ------ | ------ | ------ | ------ | ----- | ------ | ---------- | --------- |
| 1954   | 250 cm3   | Moto Guzzi | FRA - | IOM -  | ULS -  |        | NED -  | GER - | SUI 4  | NAT - |        |        |        |        |       | 3      | 13e        | 0         |
| 1954   | 500 cm3   | Norton     | FRA 4 | IOM -  | ULS -  | BEL -  | NED 8  | GER - | SUI -  | NAT - | ESP -  |        |        |        |       | 3      | 17e        | 0         |
| 1955   | 125 cm3   | MV Agusta  | ESP 1 | FRA 2  | IOM 2  | GER 2  | NED -  |       | NAT -  |       |        |        |        |        |       | 26     | 2e         | 1         |
| 1955   | 250 cm3   | MV Agusta  |       |        | IOM -  | GER 4  | NED 1  | ULS - | NAT -  |       |        |        |        |        |       | 11     | 4e         | 1         |
| 1956   | 125 cm3   | MV Agusta  | IOM - | NED 2  | BEL 4  | GER -  | ULS -  | NAT 4 |        |       |        |        |        |        |       | 12     | 3e         | 0         |
| 1956   | 250 cm3   | MV Agusta  | IOM - | NED 2  | BEL 2  | GER 2  | ULS 1  | NAT 4 |        |       |        |        |        |        |       | 26     | 2e         | 1         |
| 1957   | 125 cm3   | MV Agusta  | GER 5 | IOM 3  | NED 3  | BEL 2  | ULS 1  | NAT 3 |        |       |        |        |        |        |       | 22     | 2e         | 1         |
| 1957   | 250 cm3   | MV Agusta  | GER 5 | IOM 2  | NED -  | BEL -  | ULS -  | NAT - |        |       |        |        |        |        |       | 8      | 7e         | 0         |
| 1958   | 125 cm3   | Ducati     | IOM - | NED 2  | BEL 6  | GER -  | SWE 2  | ULS 2 | NAT 5  |       |        |        |        |        |       | 20     | 3e         | 0         |
| 1958   | 350 cm3   | Norton     | IOM - | NED 6  | BEL -  | GER -  | SWE -  | ULS - | NAT -  |       |        |        |        |        |       | 1      | 15e        | 0         |
| 1959   | 125 cm3   | MZ         | IOM 2 |        |        |        |        |       |        |       |        |        |        |        |       | 14     | 4e         | 0         |
| 1959   | 125 cm3   | Ducati     |       | GER -  | NED -  | BEL 3  | SWE -  | ULS - | NAT 3  |       |        |        |        |        |       | 14     | 4e         | 0         |
| 1959   | 250 cm3   | MZ         | IOM - | GER -  | NED -  | BEL -  | SWE -  | ULS - | NAT 5  |       |        |        |        |        |       | 2      | 13e        | 0         |
| 1960   | 125 cm3   | MV Agusta  | IOM 3 | NED -  | BEL -  |        | ULS 5  | NAT - |        |       |        |        |        |        |       | 6      | 6e         | 0         |
| 1960   | 250 cm3   | MV Agusta  | IOM 8 | NED 3  | BEL 3  | GER 5  | ULS 6  | NAT - |        |       |        |        |        |        |       | 11     | 3e         | 0         |
| 1961   | 125 cm3   | Honda      | ESP - | GER 5  | FRA 5  | IOM 2  | NED -  | BEL 1 | DDR NC | ULS 6 | NAT 3  | SWE 1  | ARG -  |        |       | 30     | 3e         | 2         |
| 1961   | 250 cm3   | Honda      | ESP - | GER -  | FRA -  | IOM -  | NED -  | BEL - | DDR -  | ULS - | NAT -  | SWE 2  | ARG -  |        |       | 6      | 10e        | 0         |
| 1962   | 50 cm3    | Honda      | ESP 3 | FRA 3  | IOM 2  | NED 9  | BEL 3  | GER 4 |        | DDR 4 | NAT 6  | FIN 1  | ARG -  |        |       | 29     | 3e         | 1         |
| 1962   | 125 cm3   | Honda      | ESP 3 | FRA 4  | IOM 1  | NED 1  | BEL 1  | GER 1 | ULS 1  | DDR 1 | NAT 2  | FIN 2  | ARG -  |        |       | 48     | 1er        | 6         |
| 1962   | 250 cm3   | Honda      | ESP - | FRA -  | IOM -  | NED -  | BEL 3  | GER - | ULS 3  | DDR - | NAT NC |        | ARG -  |        |       | 8      | 8e         | 0         |
| 1963   | 50 cm3    | Honda      | ESP - | GER -  | FRA -  | IOM -  | NED -  | BEL - |        |       | FIN -  |        | ARG -  | JPN 1  |       | 8      | 8e         | 1         |
| 1963   | 125 cm3   | Honda      | ESP 1 | GER 4  | FRA 3  | IOM 4  | NED 3  | BEL 3 | ULS 3  | DDR 4 | FIN 2  | NAT 1  | ARG NC | JPN NC |       | 38     | 2e         | 2         |
| 1963   | 250 cm3   | Honda      | ESP 5 | GER NC |        | IOM NC | NED NC | BEL 4 | ULS NC | DDR 5 |        | NAT 3  | ARG -  | JPN 5  |       | 13     | 5e         | 0         |
| 1963   | 350 cm3   | Honda      |       | GER -  |        | IOM -  | NED 3  |       | ULS 3  | DDR 2 | FIN 5  | NAT NC |        |        |       | 16     | 3e         | 0         |
| 1964   | 50 cm3    | Honda      | USA - | ESP 6  | FRA -  | IOM -  | NED -  | BEL - | GER -  |       |        | FIN 3  |        | JPN -  |       | 5      | 7e         | 0         |
| 1964   | 125 cm3   | Honda      | USA - | ESP 1  | FRA 1  | IOM 1  | NED -  |       | GER 2  | DDR 2 | ULS 2  | FIN 1  | NAT 1  | JPN 2  |       | 46     | 1er        | 5         |
| 1964   | 250 cm3   | Honda      | USA - | ESP NC | FRA 2  | IOM NC | NED -  | BEL - | GER 6  | DDR - | ULS NC |        | NAT 6  | JPN 4  |       | 11     | 6e         | 0         |
| 1965   | 50 cm3    | Honda      | USA - | GER 2  | ESP 4  | FRA 2  | IOM 1  | NED 3 | BEL 3  |       |        |        |        |        | JPN 1 | 32     | 2e         | 2         |
| 1965   | 125 cm3   | Honda      | USA - | GER NC | ESP NC | FRA NC | IOM 2  | NED 5 |        | DDR - | CZE -  | ULS -  | FIN -  | NAT -  | JPN 2 | 14     | 5e         | 0         |
| 1966   | 50 cm3    | Honda      | ESP 1 | GER 4  | NED 1  |        |        |       |        | IOM 2 | NAT 3  | JPN -  |        |        |       | 26     | 2e         | 2         |
| 1966   | 125 cm3   | Honda      | ESP 2 | GER 1  | NED 2  | DDR 1  | CZE 1  | FIN 2 | ULS 1  | IOM 8 | NAT 1  | JPN -  |        |        |       | 46     | 1er        | 5         |